# Lennoa madreporoides
Lennoa es un género monotípico de plantas con flores perteneciente a la familia Boraginaceae. Su única especie: Lennoa madreporoides, es originaria de México a Venezuela.

## Descripción
Son plantas anuales, con raíces compactas, a veces coraloides; tallos de 3–15 (–30) cm de largo y 0.25–2 cm de diámetro. Hojas lanceoladas a angostamente deltoides, de 3–20 mm de largo. Inflorescencia tirsoide, densa, las ramas cimosas; cáliz profundamente (7) 8-lobado, los lobos lineares a linear-lanceolados, de 2–7 mm de largo, pubescente-glandulares, con tricomas de 0.1–0.3 mm de largo; corola ligeramente 8-lobada, 2.6–5.5 (–5.9) mm de largo, glabra, rosada, lavanda a morado-azuladas, generalmente con una banda amarilla en el cuello; estambres (7) 8, filamentos unidos al tubo corolino en 2 series alternas, anteras con 2 tecas basalmente patentes; pistilos con (7) 8 (9) carpelos. Frutos globoso-deprimidos, dehiscentes por un anillo irregular abajo de la mitad.

## Taxonomía
Lennoa madreporoides fue descrita en 1824 por Juan José Martínez de Lexarza en Novorum Vegetabilium Descriptiones 1(1): 7.

### Etimología
Lennoa: nombre genérico dado en honor a Diego Leño (1761-1826), hacendado español asentado en Xalapa que estuvo activo en la Independencia de México.
madreporoides: epíteto específico construido sobre el nombre genérico Madrepora (que en latín significa "madre de poros") y el sufijo grecolatino -oides ("similar a"), por su parecido con este género de corales.

### Sinonimia
- Corallophyllum caeruleum Kunth
- Lennoa caerulea (Kunth) E.Fourn.
- Lennoa madrepoides Steud.
- Lennoa madreporoides subsp. australis Steyerm.
- Lennoa madreporoides f. caerulea (Kunth) Yatsk.
- Lennoa madreporoides var. caerulea (Kunth) Steyerm.
- Lennoa madreporoides subsp. reichei Suess.[2]